# Fußball-Amateurliga Bremen 1967/68
Die Fußball-Amateurliga Bremen 1967/68 war die neunzehnte Spielzeit der höchsten Amateurklasse des Bremer Fußball-Verbandes. Meister wurde wie in der Vorsaison die Amateurmannschaft von Werder Bremen.

## Abschlusstabelle
| Platz | Verein                  | Sp. | Tore  | Punkte |
| ----- | ----------------------- | --- | ----- | ------ |
| 1.    | Werder Bremen Amat. (M) | 28  | 86:40 | 42:14  |
| 2.    | Bremerhaven 93 Amat.    | 28  | 74:39 | 36:20  |
| 3.    | SV Woltmershausen       | 28  | 64:47 | 36:20  |
| 4.    | BBV Union               | 28  | 54:42 | 33:23  |
| 5.    | Leher TS                | 28  | 65:55 | 32:24  |
| 6.    | Hastedter TSV           | 28  | 42:36 | 32:24  |
| 7.    | Eintracht Bremen        | 28  | 53:44 | 31:25  |
| 8.    | Bremer SV (A)           | 28  | 56:50 | 27:29  |
| 9.    | SV Hemelingen (N)       | 28  | 54:60 | 25:31  |
| 10.   | Polizei SV Bremen       | 28  | 38:45 | 25:31  |
| 11.   | AGSV Bremen             | 28  | 49:67 | 22:34  |
| 12.   | Blumenthaler SV         | 28  | 55:58 | 21:35  |
| 13.   | TSV Wulsdorf (N)        | 28  | 44:81 | 21:35  |
| 14.   | Bremen 1860             | 28  | 35:61 | 19:37  |
| 15.   | Sparta Bremerhaven      | 28  | 35:79 | 18:38  |

(M) Meister der Vorsaison

(A) Absteiger aus der Regionalliga

(N) Aufsteiger

## Aufstieg und Deutsche Amateurmeisterschaft
Als Bremer Vertreter nahm der SV Woltmershausen ohne Erfolg an der Aufstiegsrunde zur Regionalliga Nord teil.
Die Amateurmannschaft von Werder Bremen nahm an der Deutschen Amateurmeisterschaft 1968 teil. Im Achtelfinale besiegte Werder den TSV Uetersen, schied dann aber im Viertelfinale gegen die Amateure des 1. FC Köln aus.